# Groby (Foscolo)

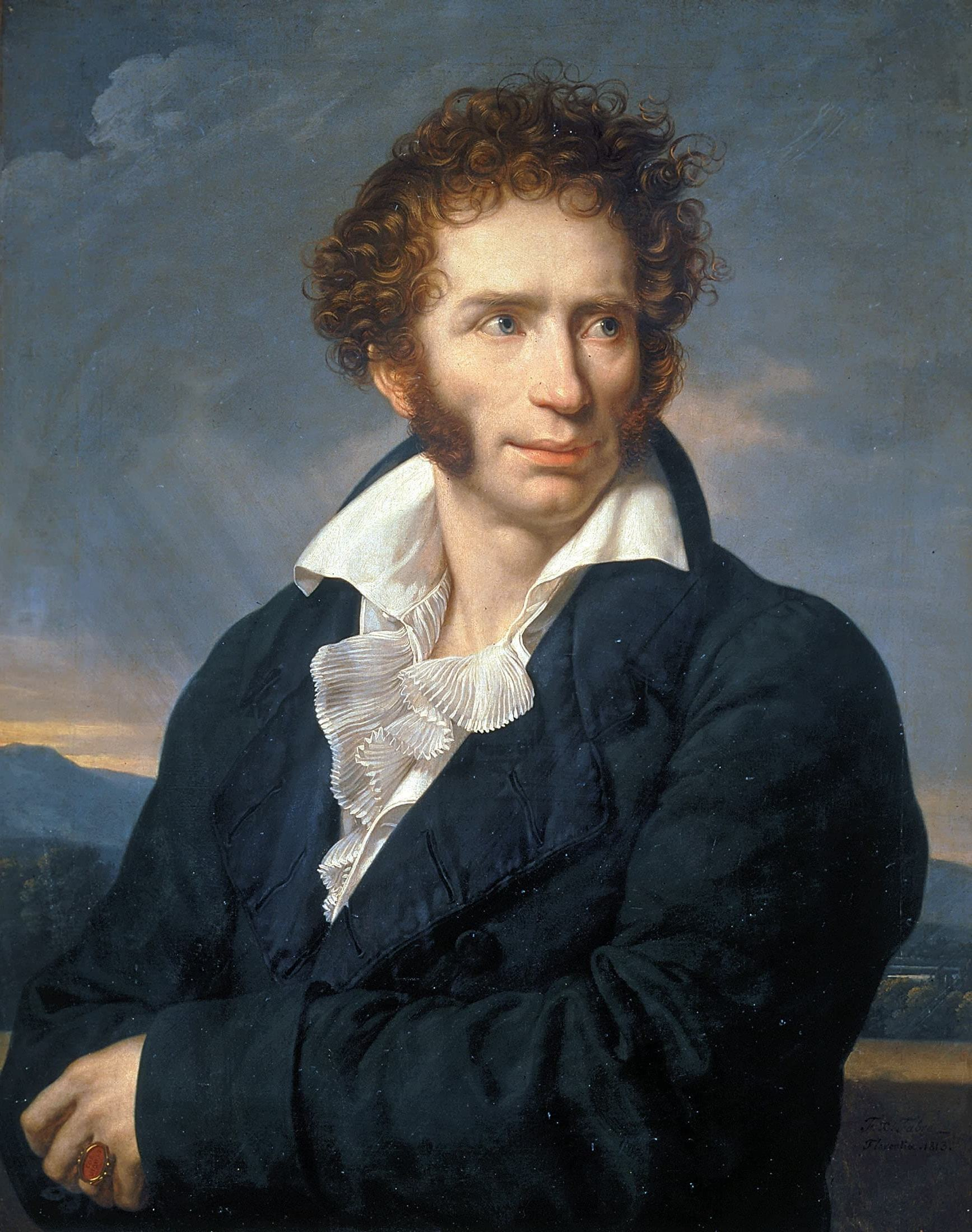
Ugo Foscolo

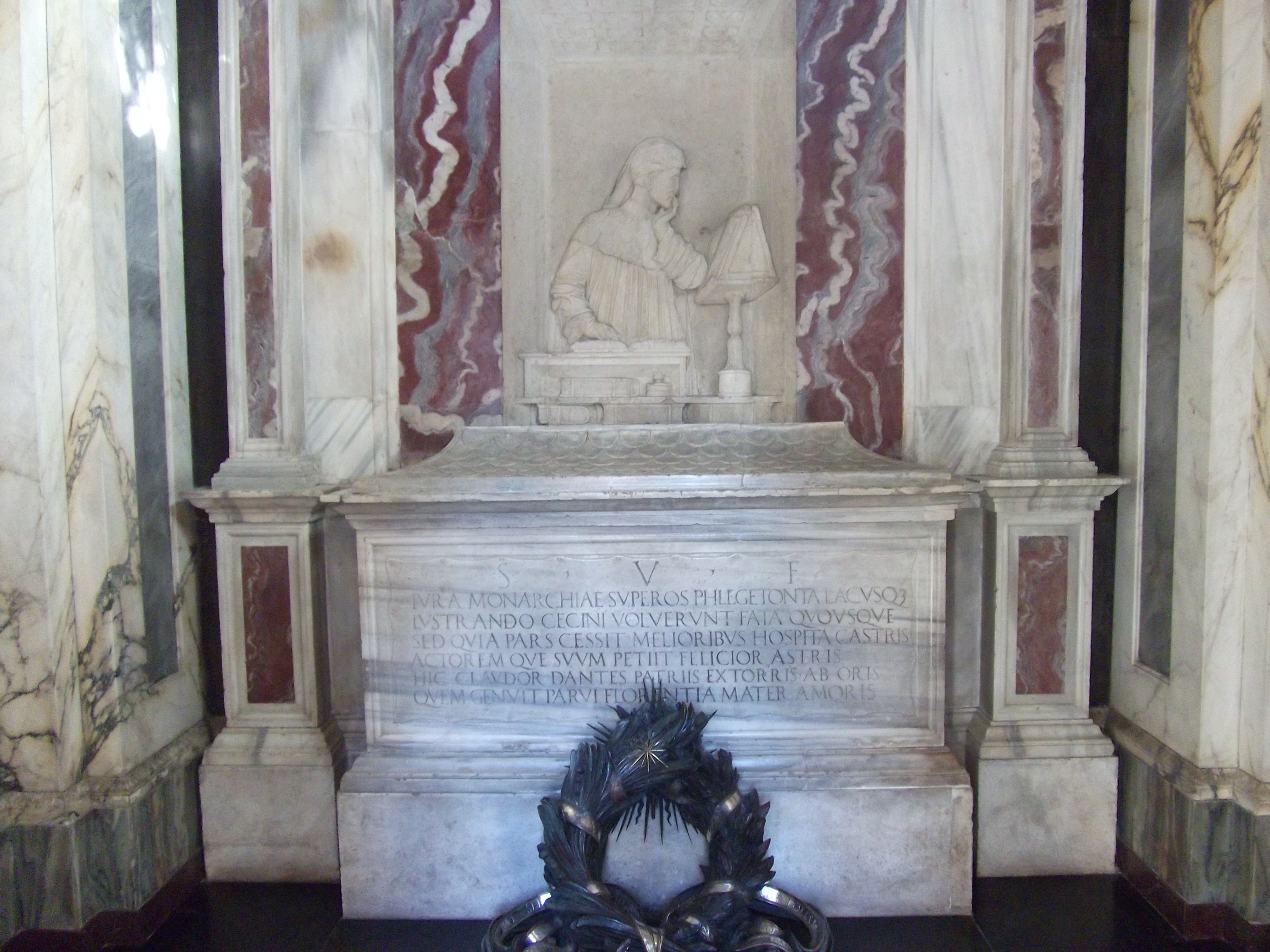
Sarkofag Dantego w Rawennie

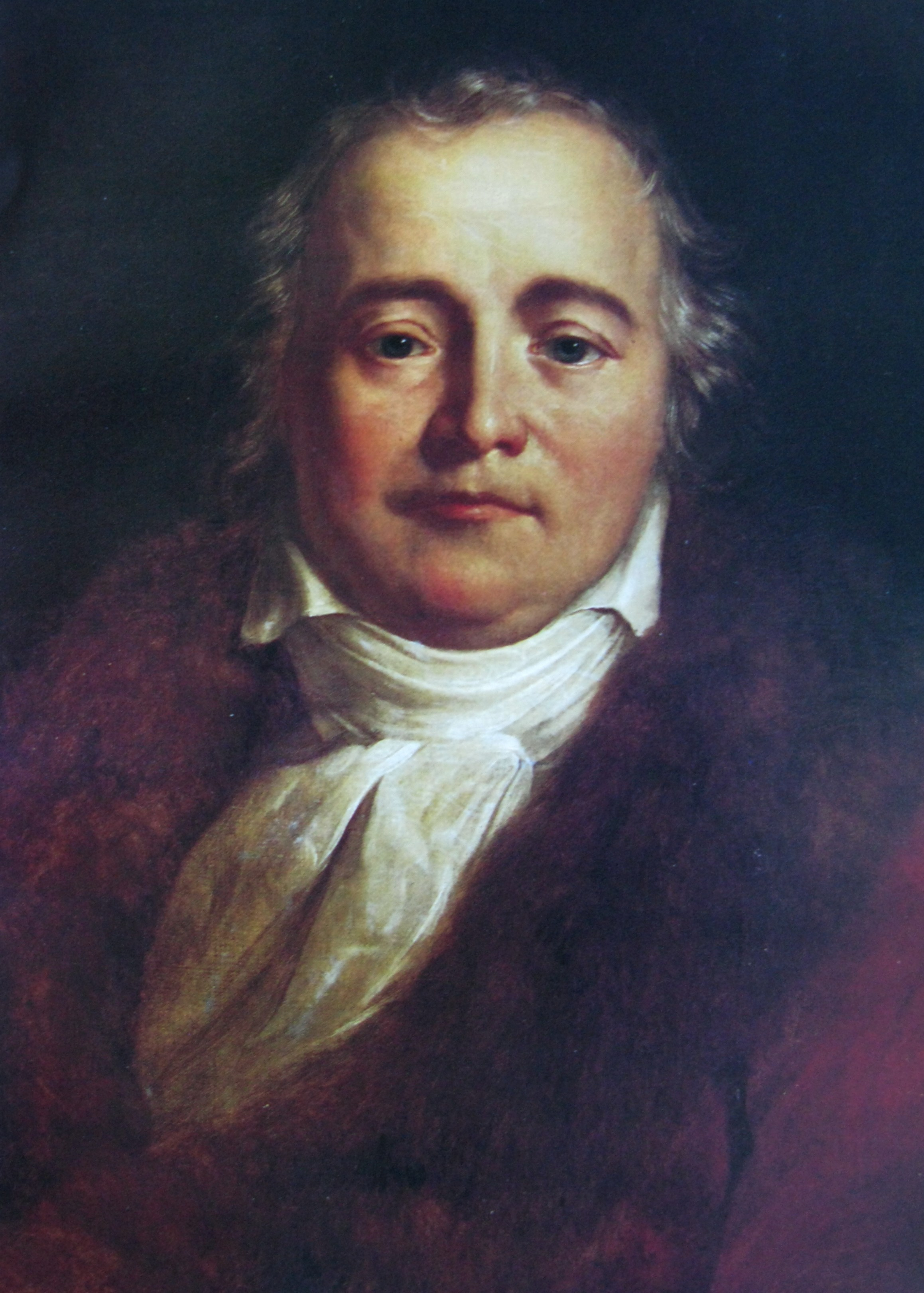
Julian Ursyn Niemcewicz

Groby (Dei Sepolcri) – poemat włoskiego poety Uga Foscola, opublikowany w 1807. Należy do nurtu liryki patriotycznej. Poeta akcentuje znaczenie przeszłości dla odrodzenia narodowego Włochów, przywołując wielkie osobistości z dziejów kraju, Dantego Alighieri, Francesca Petrarkę, Niccolò Machiavellego, Michała Anioła, Galileusza i Vittoria Alfieriego. W ujęciu Foscola groby są świadectwami życia, pomnikami historii i fundamentami kultury. Foscolo zadedykował go poecie Ippolitowi Pindemontemu. Utwór jest napisany wierszem białym. Liczy prawie trzysta wersów.

All’ombra de’ cipressi e dentro l’urne
Confortate di pianto è forse il sonno
Della morte men duro? Ove più il Sole
Per me alla terra non fecondi questa
Bella d’erbe famiglia e d’animali,
E quando vaghe di lusinghe innanzi
A me non danzeran l’ore future,
Nè da te, dolce amico, udrò più il verso
E la mesta armonia che lo governa,
Nè più nel cor mi parlerà lo spirto
Delle vergini Muse e dell’Amore,
Unico spirto a mia vita raminga,
Qual fia ristoro a’ dì perduti un sasso
Che distingua le mie dalle infinite
Ossa che in terra e in mar semina morte?

Dzieło Uga Foscola sparafrazował po polsku w 1840 Julian Ursyn Niemcewicz. Fragment poematu przełożył Edward Grabowski.